# Sally czarodziejka
Sally czarodziejka lub Sally czarownica (jap. 魔法使いサリー Mahō-tsukai Sarī) – manga i nakręcone na jej podstawie anime o przygodach czarodziejki, która żyje na Ziemi pomiędzy ludźmi. Jest to jedna z pierwszych animacji z gatunku mahō-shōjo.
Manga została narysowana przez Mitsuteru Yokoyamę w 1966 r., z inspiracji amerykańskim sitcomem Bewitched. Pierwotnie główna bohaterka miała nosić imię Sunny, jednak aby uniknąć ewentualnych pozwów ze strony fabryki samochodów Nissan, produkującej model o takiej nazwie, zmienił imię małej czarodziejki na Sally.
Pierwszą serię anime, początkowo czarno-białą (pierwsze 17 odcinków), zrealizowało w latach 1966–1968 w Japonii studio Toei Animation. Druga seria – remake wersji z 1966 r. – powstawała w latach 1989–1991 w tym samym studiu.

## Wersja polska
W Polsce seria pierwsza, pod tytułem Sally czarodziejka (jap. Mahō-tsukai Sarī, wł. Sally la maga), nadawana była na kanale Polonia 1 i Super 1 z włoskim dubbingiem i polskim lektorem (początkowo Jerzy Rosołowski, później Jacek Brzostyński). Druga seria emitowana była pod tytułem Sally czarownica (jap. Mahō-tsukai Sarī 2) przez Polsat 2 i Nasza TV z japońskim dubbingiem i polskim lektorem (Danuta Stachyra).
Sally czarodziejka:
- Wersja polska Studio Publishing
- Lektorzy: Jerzy Rosołowski, Jacek Brzostyński

Sally czarownica:
- Opracowanie wersji polskiej: Studio Publishing
- Tekst: Anna Rothert
- Czytała: Danuta Stachyra

## Bohaterowie
Imiona są podane w zachodnim porządku – nazwisko po imieniu.
- Sally Yumeno (jap. 夢野サリー Yumeno Sarī) – główna bohaterka, księżniczka Astorii, Świata Czarodziejów i Czarownic.
- Yoshiko Hanamura (jap. 花村よし子 Hanamura Yoshiko) – przyjaciółka Sally ze świata ludzi. Typ chłopczycy.
- Sumire Kasugano (jap. 春日野すみれ Kasugano Sumire) – przyjaciółka Sally ze świata ludzi. Zachowuje się w sposób dziewczęcy.
- Kabu (jap. カブ) – pomocnik Sally. Potrafi zmieniać postać. Przybrał formę pięcioletniego chłopca, dlatego brany jest za młodszego brata Sally.
- Trojaczki: Tonkichi (jap. 花村トン吉 Hanamura Tonkichi), Chinpei (jap. 花村チン平 Hanamura Chinpei) i Kanta (jap. 花村カン太 Hanamura Kanta) – bracia Yoshiko. Często wpadają w kłopoty.
- Poron/Polon (jap. ポロン) – przybrana siostra Sally, w wieku przedszkolnym. Pyskata, samolubna, ale mimo to sympatyczna. Rzuca zaklęcia, których później nie potrafi odwrócić.
- Daimaō (jap. 大魔王) – ojciec Sally, król Astorii, Świata Czarodziejów i Czarownic.

## Lista odcinków

### Seria I. Sally Czarodziejka
Seria I liczy 109 odcinków. W Polsce wyemitowano tylko wersje włoskie. Pierwsze 17 odcinków w wersji czarno-białej nigdy nie były transmitowane we Włoszech, pozostałe odcinki w wersji włoskiej były emitowane w innej kolejności niż w Japonii. Polskie tytuły w wersji lektorskiej emitowane na Polonia 1. Nie wszystkie były emitowane w Polsce.
| Nr  | Tytuł polski                          | Tytuł włoski                                |
| --- | ------------------------------------- | ------------------------------------------- |
| 01. | Fałszywy ojciec                       | Il finto padre                              |
| 02. | Beztroski kierowca                    | Guida spensierata                           |
| 03. | Miły koteczek                         | Caro micetto                                |
| 04. | Biedny piesek                         | Povero cane                                 |
| 05. | Duchy Starego Domu                    | Il mistero della villa dei fantasmi         |
| 06. | Kupidyn zleciał z nieba               | Cupido è sceso dal cielo                    |
| 07. | Marzenie tancerki                     | Il sogno di una balerina                    |
| 08. | Bałagan w szkole                      | La scuola in disordine                      |
| 09. | Podmorskie skarby                     | Il tesoro in fondo al mare                  |
| 10. | Sally narzeczona                      | Sally la futura sposa                       |
| 11. | Urodziny dziadka                      | Il compleanno del nonno                     |
| 12. | Same kłopoty                          | Nient'altro che pasticci                    |
| 13. | Ulica komiksów                        | La strada dei fumetti                       |
| 14. | Niedobry chłopak                      | Un bambino cattivo                          |
| 15. | Dziwny typek                          | Uno strano tipo                             |
| 16. | Mały ogródek Pony                     | Il piccolo giardino di Pony                 |
| 17. | Wielki maraton                        | La grande maratona                          |
| 18. | Ziemia rodzinna Sally                 | La terra natale di Sally                    |
| 19. | Amerykańska koleżanka                 | L'amica americana                           |
| 20. | Czarodziejski album                   | L'album magico                              |
| 21. | Dziewczynka z gór                     | La ragazza fantasma                         |
| 22. | Kłopotliwa sytuacja                   | Un'allieva difficile                        |
| 23. | Magiczne przepowiednie                | Predizioni magiche                          |
| 24. | Rysunki na płocie                     | La parata degli scribacchini                |
| 25. | W jedności siła                       | L'unione fa la forza                        |
| 26. | Niewidzialna odznaka                  | Il distintivo invisibile                    |
| 27. | Chcę zostać czarodziejką              | Voglio essere una strega                    |
| 28. | Kwiaty mamusi                         | Il profumo della mamma                      |
| 29. | Nie poddawaj się Sally                | Non arrenderti Sally                        |
| 30. | Dziewczynka z psem                    | La ragazza col cane                         |
| 31. | Sobota dzień wolny w szkole           | Sabato vacanza a scuola                     |
| 32. | Kocham Cię, mamo                      | Mi piaci mamma                              |
| 33. | Szczęście pewnej czarownicy           | La felicità di una strega                   |
| 34. | Ściskając łapę lwa                    | Stringendo la mano al Leone                 |
| 35. | Taro, chłopiec bez tatusia            | Taro il bambino senza padre                 |
| 36. | Yoshiko staje się psem                | Yoshiko diventa cane                        |
| 37. | Czary                                 | L'incantesimo                               |
| 38. | Sally w niebezpieczeństwie            | Sally in pericolo                           |
| 39. | Dziewczynka z cyrku                   | La ragazza del circo                        |
| 40. | Gdzie jest mój brat                   | Dov'è mio fratello                          |
| 41. | Król stołówki                         | Il re della mensa                           |
| 42. | Kujon                                 | Lo sgobbone                                 |
| 43. | Psotny krasnal                        | Il folletto pazzerello                      |
| 44. | Noworoczny tort                       | La torta di capodanno                       |
| 45. | Świąteczni przyjaciele                | Un'amicizia natalizia                       |
| 46. | Urwisy z Krainy Czarów                | Tre birichini dal paese della magia         |
| 47. | Sally się złości                      | Sally si arrabbia                           |
| 48. | To się zdarzyło w górach              | Accadde su una montagna                     |
| 49. | Prima Aprilis                         | Il pesce d'Aprile                           |
| 50. | Wakacje Sally                         | Le vacanze di Sally                         |
| 51. | Sally działa                          | Sally si dà da fare                         |
| 52. | Proces w Krainie Czarów               | Un processo nel regno della magia           |
| 53. | Podróż balonem                        | Viaggio in palone                           |
| 54. | Sally na plaży                        | Sally alla spiaggia                         |
| 55. | Żona nauczyciela                      | La sposa del maestro                        |
| 56. | Deszczowy Staruszek                   | Il vecchio uomo della pioggia               |
| 57. | Bałwan                                | Il pupazzo di neve                          |
| 58. | Nie lubię okularów                    | Gli occhiali non piacciono                  |
| 59. | Chcemy mieć chorągiewki               | Noi vogliamo le bandiere                    |
| 60. | Mały niedźwiadek Pato                 | Il piccolo orso Pootan                      |
| 61. | Drogocenne łzy                        | Lacrime preziose                            |
| 62. | Aniołek Polon                         | Polon l'angelo                              |
| 63. | Szkolna zabawa                        | La festa scolastica                         |
| 64. | Bardzo malutka dziewczynka            | La bambina piccola piccola                  |
| 65. | Mała czarownica                       | La piccola strega                           |
| 66. | Sally fotograf                        | Sally la fotografa                          |
| 67. | Złote rybki i chińskie dzwoneczki     | Il pesce d'oro e i campanelli cinesi        |
| 68. | Kto zagra rolę Kopciuszka             | Chi farà la parte di cenerentola            |
| 69. | Nieposłuszeństwo Polon                | La disobbedianza di Polon                   |
| 70. | Dajcie nam plac do zabawy             | Dateci un posto per giocare                 |
| 71. | Sally tancerka z ulicy Gion           | Sally ballerina della strada di Gion        |
| 72. | Corri d-51, biegnij!                  | Corri d-51, corri!                          |
| 73. | Wielki Budda chodzi                   | Il grande Budda cammina                     |
| 74. | Złośliwa małpeczka                    | La scimmietta dispettosa                    |
| 75. | Naprzód dziewczęta                    | Forza ragazze!                              |
| 76. | Straszna babunia                      | La nonna terribile                          |
| 77. | Sally gosposia na przychodne          | Sally domestica ad ore                      |
| 78. | Tajemnicze skarby                     | I tesori segreti                            |
| 79. | Brzydka lalka                         | La bambola brutta                           |
| 80. | Drzewko przyjaźni                     | L'albero dell'amicizia                      |
| 81. | Dar życia                             | L'elicottero dell'amore                     |
| 82. | Niedzielna szkoła                     | La scuola domenicale                        |
| 83. | Zniknięcie Sally                      | Sally è scomparsa                           |
| 84. | Księżniczka Kaguya                    | La principessa Kaguya                       |
| 85. | Niech żyją olimpiady!                 | Urrà! Le olimpiadi                          |
| 86. | Zły duch z gór                        | Il folletto della montagna                  |
| 87. | Magiczna laska szatana                | La bacchetta magica di Satana               |
| 88. | Przygoda Sally podczas burzy śnieżnej | L'avventura di Sally nella tempesta di neve |
| 89. | Ostatni iluzjonista                   | Ninna nanna per Polon                       |
| 90. | Żegnaj Sally                          | Addio Sally                                 |

### Seria II. Sally Czarownica
Seria II liczy 88 odcinków. W Polsce emitowane były w wersji japońskiej.
- Odcinek. Zniknięcie Nu